# Proedromys bedfordi
Proedromys bedfordi là một loài động vật có vú trong họ Cricetidae, bộ Gặm nhấm. Loài này được Thomas mô tả năm 1911.